# Theodor Osterkamp
Theodor Osterkamp (Düren, 15 aprile 1892 – Baden-Baden, 2 gennaio 1975) è stato un generale e aviatore tedesco.
Asso dell'aviazione navale durante la prima (32 vittorie) e della Luftwaffe nella seconda guerra mondiale (6 vittorie conseguite durante la Battaglia d'Inghilterra), decorato con la Croce di Cavaliere della Croce di Ferro, della Croce di Cavaliere dell'Ordine di Hohenzollern con spade e della Croce di Cavaliere dell'Ordine Pour le Mérite.

## Biografia
Nacque a Düren (Renania Settentrionale-Vestfalia) allora facente parte del Regno di Prussia, integrato nell'Impero tedesco, il 15 aprile 1892, figlio del proprietario di una fabbrica ad Aschersleben.  In giovane età frequentò il liceo a Dessau, avendo Oswald Boelcke e Gotthard Sachsenberg come suoi compagni di classe, studiando in seguito silvicoltura a Düren, e stabilendosi nel quartiere cittadino di Rölsdorf.
Dopo lo scoppio della prima guerra mondiale, il 14 agosto 1914 entrò nel Marinefliegerkorps, della Kaiserliche Marine, seguendo un corso di pilotaggio a Johannisthal nel marzo 1915. Assegnato alla 2ª Marine-Fliegerabteilung operante nelle Fiandre, tra il 1915 e il 1916 prestò servizio dapprima in qualità di osservatore, e poi come pilota, e fu il primo pilota tedesco ad eseguire una missione di ricognizione sulla Gran Bretagna volando a bordo di un velivolo terrestre. All'inizio del 1917 partecipò al corso di addestramento per piloti da caccia tenutosi presso la Kampffliegerschule di Putzig, venendo in seguito assegnato alla Marine-Jagdstaffel 1.
Nel mese di marzo del 1917 effettuò i voli di collaudo del velivolo Junkers J 7, e nel mese di giugno fu promosso al grado di Leutnant zur See della riserva. Nel marzo 1918 assunse il comando della Marine-Jagdstaffel 2. Come esperto pilota da combattimento prese parte, l'11 luglio 1918, ai test comparativi tenutesi a Adlershof che videro confrontarsi gli testato il Junkers J 7 e J 9. 

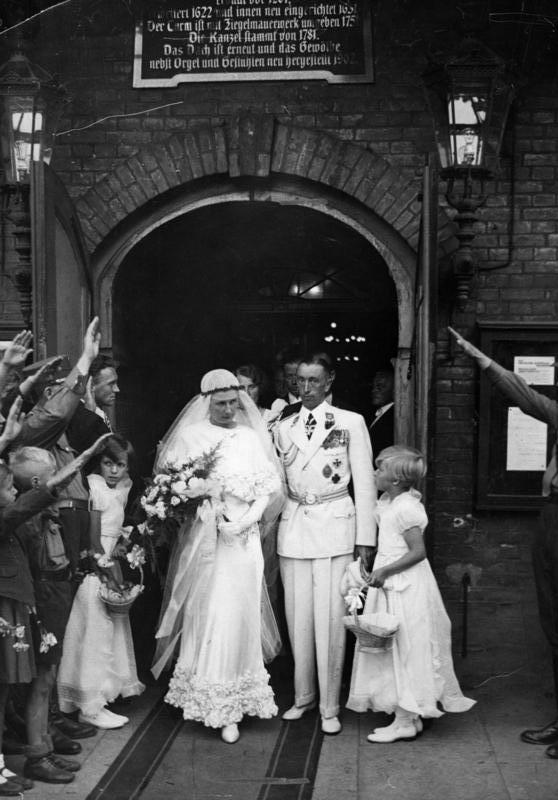
Il matrimonio di Theodor Osterkamp con Fel Gudrun Pagge a Eppendorf, Amburgo

Nel novembre 1918, al termine della guerra, era accreditato di 32 vittorie aeree, e risultava decorato con la Croce di Ferro di I e II classe, della Croce di Cavaliere dell'Ordine di Hohenzollern con spade e della Croce di Cavaliere dell'Ordine Pour le Mérite conferitagli il 2 settembre 1918.
Il 14 febbraio 1919 divenne un membro onorario della "Anhaltischen Vereins für Luftfahrt", e in quello stesso anno, insieme ad altri piloti da caccia tra cui Josef Jacobs e Gotthard Sachsenberg, combatte in seno al Kampfgeschwader "Sachsenbergs" operante in Curlandia contro l'Armata Rossa sovietica. Il 21 gennaio 1920 lasciò il servizio militare.
A partire dal 1927 lavorò come gestore presso la stazione idrovolanti di Kiel-Holtenau (Seeflugstation Kiel-Holtenau der Luftdienst GmbH), passando nel 1931 a ricoprire lo stesso incarico presso la Seeflugstation Norderney. Il 1 agosto 1933, con l'avvento al potere del partito nazionalsocialistariprese servizio attivo con il grado di hauptmann, ricoprendo un ruolo di primo piano nella costruzione della nuova forza aerea. Una delle prime iniziative fu la costituzione della Jagdfliegerschule 1 sull'aeroporto di Werneuchen poco distante da Berlino.
Prese parte alla seconda, terza e quarta edizione del Challenge International de Tourisme indetta dalla Fédération Aéronautique Internationale, classificandosi all'undicesimo posto nel 1930, al dodicesimo nel 1932 e al quinto nel 1934. Nel 1938 diede alle stampe il libro autobiografico Du oder Ich. Deutsche Jagdflieger in Höhen und Tiefen.
Dopo lo scoppio ella seconda guerra mondiale, il 19 settembre 1939, con il grado di colonnello, assunse il comando dello Jagdgeschwader 51 (JG.51). Durante la Campagna di Francia del maggio-giugno 1940 conseguì quattro vittorie accertate, la prima delle quali il 12 maggio. Nel mese di luglio, durante il periodo della" Kanalkampf" in seno alla Battaglia d'Inghilterra, conseguì ulteriori due vittorie, che portarono il totale a sei.
Il 23 luglio fu sostituito al comando dello JG 51 dall'asso Werner Mölders, e promosso Generalmajor,  ll 22 agosto successivo fu insignito della Croce di Cavaliere della Croce di Ferro.   Dopo la sua sostituzione fu nominato Jagdfliegerführer 2, cioè comandante degli aerei da combattimento operanti in seno alla Luftflotte 2. 
Il 1 agosto 1942 fu trasferito, con il grado di Generalleutnant,  presso il Luftgaustab zbV Afrika operante in Africa settentrionale italiana. Dopo la caduta delle Tunisia, il 5 aprile 1943 assunse l'incarico di Jagdfliegerführer "Sizilien", cioè di comandante degli aerei da combattimento operanti in Sicilia, venendo però rimpiazzato da Adolf Galland il 15 luglio successivo.
Dopo aver ricoperto un certo numero di altri incarichi, nel 1944 fu nominato Ispettore dell'organizzazione logistica della Luftwaffe, ma entrato in contrasto con l'Oberkommando der Luftwaffe fu destituito ed allontanato dal servizio il 31 dicembre 1944. Nel corso del 1945 lavorò come guardia forestale in Bassa Sassonia, e fino al suo pensionamento, avvenuto nel 1966, come uomo d'affari. Nel 1960 fu nominato presidente onorario dell'Associazione dei piloti da caccia tedeschi (Gemeinschaft der Jagdflieger). Morì a Baden-Baden il 2 gennaio 1975.

## Pubblicazioni
- Du oder Ich - deutsche Jagdflieger in Höhen und Tiefen (1938)
- Durch Höhen und Tiefen jagt ein Herz (1952)
- Tragödie der Luftwaffe?: Kritische Begegnung mit dem gleichnamigen Wekr von Irving/Milch (1971, con Fritzem Bacherem)

## Onorificenze
- Abzeichen für Marine-Flugzeugführer
- Flugzeugführer- und Beobachter-Abzeichen